# Небесно-голубое
«Небесно-голубое» (нем. Kompliziert-Einfach, фр. Bleu de ciel) — абстрактная картина русского художника Василия Кандинского, написанная в 1940 году и хранящаяся в Национальном центре искусства и культуры Жоржа Помпиду Государственного музея современного искусства в Париже, Франция.

## Описание
Работа подписана и датирована монограммой VK/40 и происходит из коллекции Нины Кандинской в Нейи-сюр-Сен, из которой по решению вдовы была передана в Центр Помпиду Государственного музея современного искусства в Париже.
В 1933 году Кандинский был вынужден покинуть Германию и переехать во Францию из-за прихода к власти НСДАП и введения цензуры с последующим объявлением его творчества «дегенеративным искусством», не соответствующим идеалам национал-социализма и закрытием основного места работы в школе Баухаус в Веймаре. Во Франции он оставался вплоть до своей смерти в 1944 году. Его позднее творчество отмечено более чётким внедрением органических форм, заменяющих жёсткие геометрические формы. Картина, созданная в год оккупации Франции, представляет собой почти манифест живописи последнего этапа Третьей Республики, начиная с выбора цвета: синего, любимого художника. «Это цвет неба, — говорит Кандинский, — и он зовёт человека к бесконечности». В синем цвете изображены маленькие разноцветные амёбы: это микроорганизмы из репертуара эмбриологии, впервые появившиеся в его работах в 1934 году. Другие интерпретации считают формы на картине гибридными фигурами, похожими на птиц и рыб, плывущими на однотонном синем фоне. Более глубокие цвета других работ здесь заменены более яркими цветами, синий символизирует свободу мечты.